# 17092 Шаранія
17092 Шаранія (17092 Sharanya) — астероїд головного поясу, відкритий 10 травня 1999 року.
Тіссеранів параметр щодо Юпітера — 3,523.